# Saxophone
Pour les articles homonymes, voir Saxophone (homonymie).
Le saxophone  est un instrument de musique à vent, appartenant à la famille des bois. Il a été inventé par le Belge Adolphe Sax et breveté à Paris le 21 mars 1846.
Il ne doit pas être confondu avec le saxhorn, de la famille des cuivres, mis au point, lui aussi, par Adolphe Sax. Le saxophone est généralement en laiton, bien qu'il en existe certains en cuivre, en argent, en plastique ou plaqués en or.

## Anatomie du saxophone

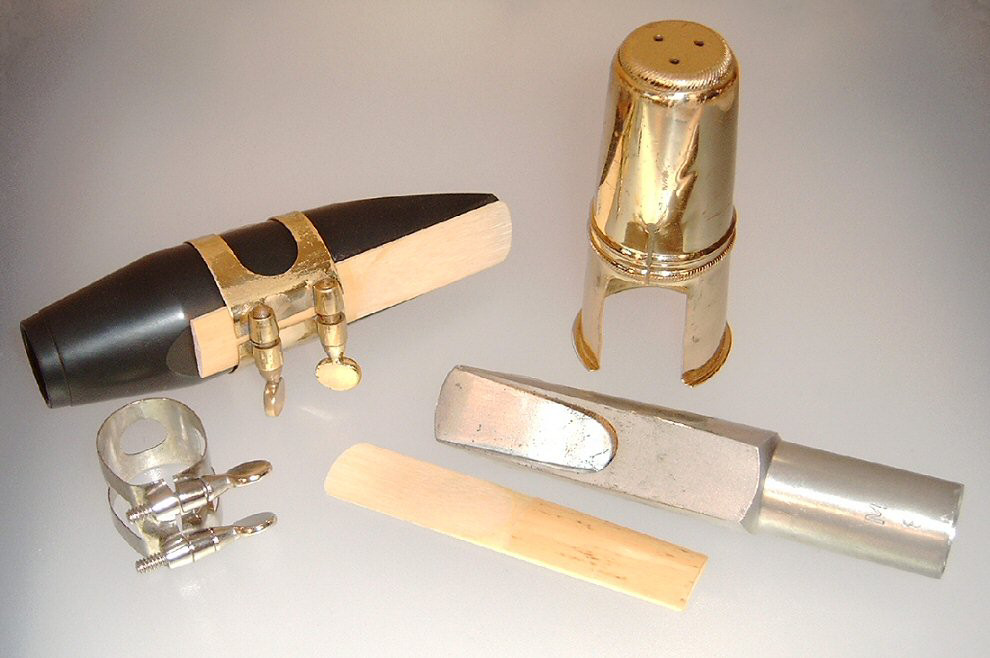
Becs, anches, ligatures, et protège-bec de saxophone ténor.

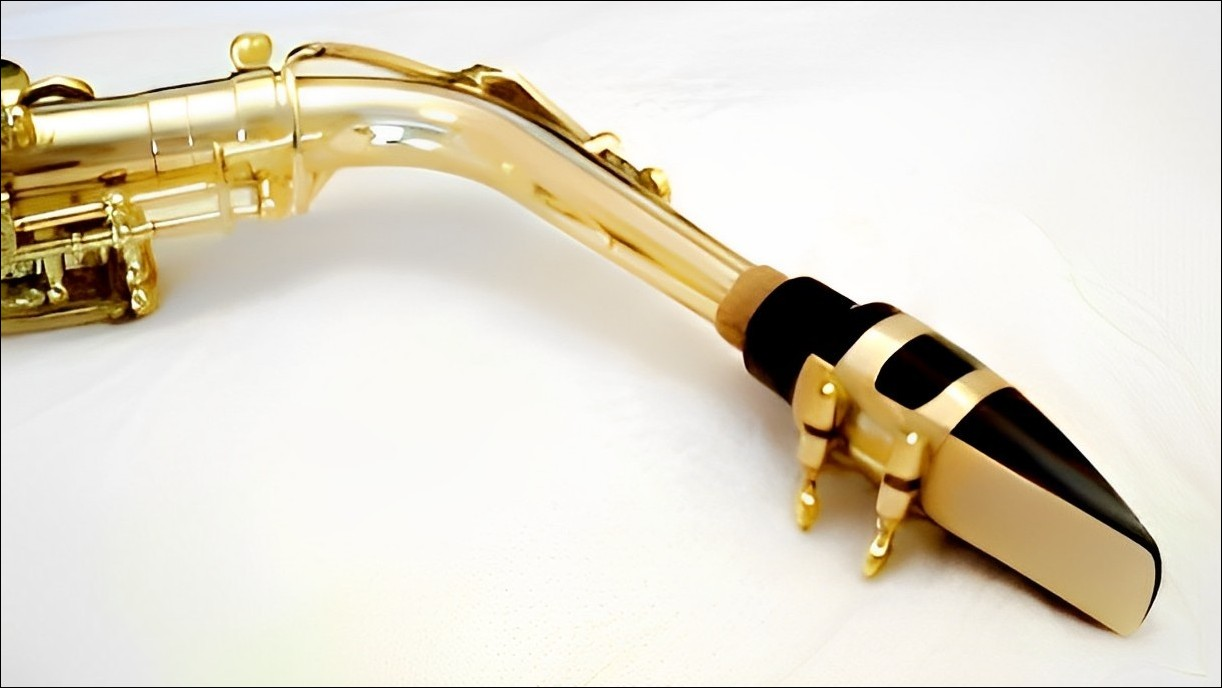
Un bec de saxophone alto (pièce noire).

Le corps du saxophone est composé de trois parties soudées ou collées réalisées en laiton : le corps conique, le pavillon et la culasse reliant les deux. Les clés (au nombre de 19 à 24 selon les membres de la famille et le modèle) commandent l'ouverture et la fermeture des trous latéraux percés sur le corps (appelés cheminées). L'extrémité haute du corps est prolongée horizontalement par le bocal (démontable) qui porte le bec (en ébonite, en métal, en bois, ou encore depuis peu en plastique ABS par impression 3D), équipé d'une anche simple attachée avec une ligature. Il existe différentes sortes de becs permettant d'obtenir le son souhaité en fonction de l'ouverture et de la forme du bec (bec classique, bec jazz...), ainsi que différentes sortes de ligatures (métal, métal plaqué or, plaqué or rose, plaqué argent, plaqué platine, cuir, cuir avec lamelle d'or, d'argent, etc.).
Le son du saxophone est produit à l'aide du bec et de l'anche (en général en roseau, mais peut aussi être en matière synthétique). C'est la vibration de l'anche sur la facette du bec qui permet l'émission du son par mise en vibration de la colonne d'air contenue dans le corps de l'instrument. Les anches ont elles aussi leur incidence sur le son du saxophone, selon leur coupe.
Bien que métallique, le saxophone appartient à la famille des bois du fait de son mode de production des notes, par la vibration d'une anche simple battante en bois contre le bec. Il est cependant parfois considéré (à tort) comme faisant partie de la section cuivres dans les musiques populaires (telles que le rock, la pop, le rhythm and blues, le funk ou la musique soul) où il est associé aux trompettes et aux trombones (instruments à embouchure).
De plus, comme il tend à se rapprocher de la sonorité des cordes (ceci est stipulé dans le brevet d'invention du saxophone), on peut de façon anecdotique en faire un « chaînon manquant » unissant cordes, bois, cuivres et percussions (grâce aux sons slappés).
Le saxophone s'accorde avec les autres instruments en faisant légèrement varier l'enfoncement du bec (modulable grâce au liège entourant l'extrémité du bocal). Quand le son est trop bas, on enfonce le bec, quand il est trop haut, on tire le bec. Il présente quelques ressemblances avec la clarinette (notamment le soprano), dont il diffère cependant par sa perce conique au lieu d'être cylindrique. C'est d'ailleurs cette dernière particularité qui lui permet d'être un instrument octaviant (alors que la clarinette quintoie) : le but même d’Adolphe Sax lorsqu'il imagina son nouvel instrument. C'est-à-dire qu'en appuyant sur la clé du pouce gauche (clé d'octave) la note monte d'une octave, alors qu'à la clarinette, cette même clé, appelée clé de douzième, fait quintoyer la note.

### Les types de saxophones
Les saxophones conçus par Adolphe Sax comprenaient 14 tailles, dont 7 sont utilisées aujourd'hui :
- le saxophone contrebasse, très rare, en mi{\displaystyle \flat } ;
- le saxophone basse, assez rare, en si{\displaystyle \flat } ;
- le saxophone baryton, en mi{\displaystyle \flat } ;
- le saxophone ténor, en si{\displaystyle \flat } ;
- le saxophone alto, en mi{\displaystyle \flat } (courbe, et extrêmement rarement droit) ;
- le saxophone soprano, en si{\displaystyle \flat } (droit, semi-courbe, ou plus rarement courbe) ;
- le saxophone sopranino, assez rare, en mi{\displaystyle \flat }.

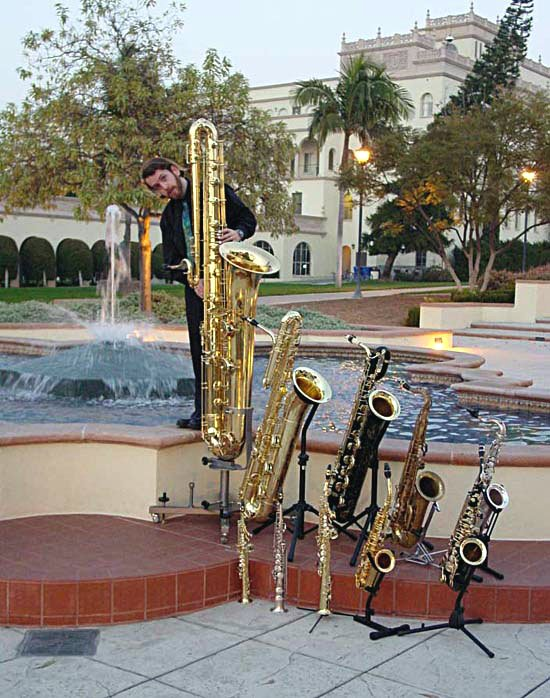
10 saxophones différents de Jay C. Easton.

On trouve parfois quelques reliques des séries en ut et fa voulues au départ par Adolphe Sax (tonalités d'orchestre), en plus des séries en si{\displaystyle \flat } et mi{\displaystyle \flat } (tonalités d'harmonie) :
- le saxophone C-melody en ut, ténor non transpositeur, très rare aujourd'hui ;
- le saxophone mezzo-soprano extrêmement rare, en fa ;
- quelques rares sopranos en ut ;
- les tubax, mis au point en 1999. Leur perce plus étroite en fait des instruments différents, plus proches en réalité du sarrussophone pourvu d'une anche simple) :

1. le saxophone sous-contrebasse en si{\displaystyle \flat } ;
2. le tubax en mi{\displaystyle \flat }

Le facteur munichois Benedikt Eppelsheim, actif de la fin des années 1990 à 2023, s'est spécialisé dans la production d'instruments dans les registres extrêmes, notamment le saxophone piccolo rare, en si{\displaystyle \flat }, mis au point en 2002, parfois appelé « soprillo » ou « sopranissimo ».
Vers la fin des années 1980, la firme Akai conçoit l'Electronic Wind Instrument (EWI), un instrument électronique équipé d'un contrôleur MIDI, rappelant le saxophone.
Les plus utilisés sont le soprano, l'alto, le ténor et le baryton. Ils composent le quatuor de saxophones. Dans les quatuors de saxophones, le soprano est parfois remplacé par un second alto.
La plupart des saxophones actuels sont des instruments dits transpositeurs, c'est-à-dire que la note figurant sur la partition ne correspond pas à celle jouée par l'instrument. Ainsi lorsqu'un saxophoniste alto fait un doigté de do, l'instrument produit un mi{\displaystyle \flat }. Il y a ainsi un décalage d'une sixte majeure vers le bas. Donc pour transposer une partition en ut pour un saxophone alto en mi{\displaystyle \flat }, il faut y ajouter 3# à l'armure et descendre les notes de deux lignes. Pour les saxophones sopraninos (resp. soprano, ténor, basse), le décalage est d'une seconde majeure vers le haut (resp. d'une neuvième majeure, treizième majeure, seizième majeure vers le bas). La transposition permet d'éviter de recourir trop souvent aux lignes supplémentaires dans l'écriture des partitions et rend identiques les doigtés. L'usage d'autres clés de lecture (clé de fa3 ou d'ut4) sert également cet objectif.
Sax avait conçu deux séries de saxophones : une première dont les instruments étaient accordés en ut ou en fa, était destinée aux orchestres symphoniques, la deuxième série (celle que nous connaissons aujourd'hui) était accordée en si{\displaystyle \flat } et mi{\displaystyle \flat } et devait servir pour les fanfares militaires. Cependant, les musiciens d'orchestre ayant boudé les instruments de Sax, alors qu'ils trouvaient de nombreux débouchés dans les musiques militaires nouvellement réformées, les instruments en ut ou en fa tombèrent peu à peu en désuétude : ils ne sont plus fabriqués après 1930 par les principaux facteurs de saxophones.
Le saxophone comporte trois registres : grave, médium et aigu, sur une tessiture de deux octaves et une quinte. Dans de nombreuses musiques contemporaines et actuelles, on utilise aussi le suraigu dont les notes sont obtenues à partir de doigtés spéciaux permettant de faire sonner une harmonique particulière.
Du fait de son invention tardive, et même si des compositeurs comme Bizet ou Ravel ont reconnu ses mérites et l’ont parfois utilisé, le saxophone occupe une place marginale dans la musique classique et se trouve rarement représenté dans les orchestres symphoniques. Cependant, il reste incontestablement un instrument majeur du jazz, et la musique contemporaine en a fait l'un de ses instruments fétiches depuis les années 1980, en soliste comme en petits ensembles.

### Histoire de la facture du saxophone
Le Belge Antoine Joseph Sax, dit Adolphe Sax (1814-1894), a cherché inlassablement à perfectionner les instruments de musique, et plus particulièrement les instruments à vent ; il en a amélioré la justesse, la qualité de la sonorité ainsi que la facilité de jeu (il a déposé 33 demande de brevets). Il s'est inspiré de la clarinette pour le bec et du corps large pour l’anche.
En 1841, Adolphe Sax présente le saxophone basse (qui est en fait un saxophone baryton) au jury de l’Exposition de l'industrie belge, comme une invention s'inscrivant dans la lignée des grandes innovations musicales du  XIXe siècle (améliorations du piano, système Boehm, clarinette basse et contrebasse, piston pour les cuivres...). Dans le rapport de cette Exposition, il est mentionné : « Le premier facteur belge qui fit des efforts efficaces pour parvenir à cette émancipation industrielle fut M. Sax. ». Adolphe Sax partira s'installer dès 1842 à Paris se confronter aux autres meilleurs facteurs instrumentaux européens, non sans conflit (voir « bataille des saxons contre les carafons en 1845 sur le champ de Mars. »).
Le tout premier saxophone construit par Sax, à Paris (rue Myrha dans le 18e arrondissement), en 1842, était un saxophone baryton en fa. Ce tout premier saxophone présentait toutes les caractéristiques du saxophone actuel : tube métallique à perce conique, bec à anche simple et système de clés Boehm, mais il avait encore la forme générale d'un ophicléide.
En 1844, le saxophone est exposé pour la première fois à l'Exposition Industrielle de Paris. Le 3 février de cette même année, Berlioz, un grand ami de Sax, dirige lors d'un concert son choral « Chant sacré » qui inclut le saxophone. En décembre, le saxophone fait ses débuts d'orchestre au Conservatoire de Paris dans l'opéra de Jean-Georges Kastner, Le Dernier Roi de Juda.
Le 21 mars 1846, Sax dépose le brevet numéro 3226 pour « un système d'instruments à vent dits saxophones » qui comporte huit instruments. La réorganisation complète des musiques régimentaires et l'adoption par l'armée française, en 1845, des instruments de son invention (saxhorns, saxophones, saxotrombas) ont placé Sax en position de monopole de fourniture de ces instruments.
Le brevet d'invention de Sax expire en 1866. La compagnie Millereau fait alors breveter le Saxophone-Millereau, qui possède une clé de fa{\displaystyle \sharp } bifurquée. En 1881, Sax étend son brevet d'invention original : il allonge le pavillon pour inclure un si{\displaystyle \flat } et un la grave, et étend également vers le haut en ajoutant fa{\displaystyle \sharp } et sol à l'aide d'une quatrième clé d'octave.
Entre 1886 et 1887, l'Association des Ouvriers invente la clé de trille pour le do main droite, le système de demi-trou pour les premiers doigts de la main, l'anneau de réglage d'accord et la double clé. Elle améliore également le sol articulé pour que la clé de sol puisse être maintenue tandis que n'importe quel doigt de la main droite est employé, améliore le fa{\displaystyle \sharp } bifurqué et ajoute un si{\displaystyle \flat } grave. Lecomte inventera en 1888 la clé d'octave simple ainsi que des rouleaux pour le passage mi{\displaystyle \flat }-ut grave.
À partir de la fin du XIXe, et surtout au début du XXe siècle, se développe l'industrie américaine du saxophone. Quatre marques sont célèbres : Buescher (le premier), King, Conn et Martin. Les saxophones King ont été les principaux challengers de Selmer et le Super 20 est resté en tant que saxophone alto la référence (Charlie Parker, Cannonball Adderley...). Les premiers King sont en fait fabriqués en Allemagne par Köhlert. C'est aussi chez Köhlert que Julius Keilwerth fait son apprentissage (ainsi que chez Amati). Les Köhlert, aujourd'hui oubliés, ont donc contribué à donner la trame des saxophones au son plus gras que l'on trouve chez King (États-Unis) ou Keilwerth (Allemagne), distinct du son clair des Selmer, Yamaha ou Yanagisawa. Conn a été dominant jusqu'à la seconde guerre mondiale (voir les premiers albums de Dexter Gordon par exemple) mais la réquisition des usines dans le cadre de l'effort de guerre a porté un coup fatal. Martin est la moins connue des quatre mais a produit des saxophones remarquables (Martin est plus connu des trompettistes : Miles Davis). Ces grandes marques vont progressivement être battues par Selmer avec le Mark VI et disparaître. Quelques modèles sont aujourd'hui très prisés : Conn 10M (ou 30M) ; King Super 20 full pearl (bocal en argent, nacres latérales) ; The Martin comittee.
La société Adolphe Sax & Cie a été rachetée par la société H. Selmer & Cie en 1928 (le premier saxophone Selmer modèle 22 est né en 1921). Depuis lors, l'entreprise Selmer a participé à l'amélioration de la fabrication des saxophones, ce qui lui a valu de conquérir le marché américain et de s'imposer en Europe. Les autres anciens facteurs de saxophones (Buffet-Crampon, Millereau, Gautrot, Couesnon) présents à la fin du XIXe siècle, ont été progressivement supplantés par des marques internationales : Köhlert puis Keilwerth, Adler, Huller (Allemagne), Yamaha et Yanagisawa (Japon).

## Aperçu du répertoire duXIXesiècle
Après son invention qui date du début des années 1840, le saxophone est très vite apparu dans l'orchestre et surtout dans les partitions d'opéra, ce qui pourrait être expliqué par le poste de Directeur de la musique de scène tenu de 1847 à 1894 par Adolphe Sax lui-même à l'Opéra-Comique et à l'Opéra de Paris,.
Après le Chant sacré de Berlioz et l'oratorio Le Dernier Roi de Juda de Kastner, œuvres exécutées pour la première fois en 1844 et 1845, Halévy inclut le saxophone dans son opéra Le Juif errant (composé en 1852), Giacomo Meyerbeer dans L'Africaine créé en 1865, Ambroise Thomas dans Hamlet (1868) puis dans Françoise de Rimini (1882), Bizet dans son Arlésienne (1873), Delibes dans Sylvia (1876), Massenet dans Le Roi de Lahore (1877), Hérodiade (1881) et Werther (1886), Saint-Saëns dans Henri VIII (1883), d'Indy dans Fervaal (1895), etc,.
Mais la cabale dressée contre Sax est trop forte, et l'instrument, à de rares exceptions près, a du mal à percer au sein des orchestres réputés. De fait, le seul domaine où Sax parvint à imposer ses nouveaux instruments fut celui des musiques militaires, en pleine réforme sous l'impulsion de l'ancien Aide de camp du roi Louis-Philippe, Marie-Théodore de Rumigny, qui admirait le travail de Sax. Mais au gré des nombreux bouleversements politiques de l'époque, et des grâces ou disgrâces dont bénéficiait l'inventeur, les saxophones furent tour à tour imposés, interdits ou tolérés au sein de ces musiques (d'où les périodes de faste et les faillites connues par la société Sax).
La période la plus favorable fut sans conteste celle entre 1857 et 1870, où Sax est nommé professeur au Collège Militaire rattaché au Conservatoire de Paris. Il y formera des dizaines d'instrumentistes de talent, qui essaimeront au sein des diverses musiques de l'armée. Et il fera écrire par ses amis et collègues différentes pièces de concours, ensembles de saxophones qui feront les joies des mélomanes parisiens pendant plusieurs années. Il publia lui-même ces pièces signées Jean-Baptiste Singelée, Jean-Baptiste Arban, Jules Demersseman, Jean-Baptiste Mohr ou Jérôme Savari. Mais cette exclusive militaire de l'utilisation de l'instrument n'eut pas que des effets bénéfiques en termes d'image. De nos jours, on peut faire remonter les idées reçues contre le saxophone aux musiciens classiques de cette période.
Le coup de grâce fut le déclenchement de la guerre de 1870, qui vit le Collège Militaire se vider de ses élèves, rappelés sous les drapeaux par leurs régiments respectifs. Celui-ci fut ensuite fermé définitivement et tous les efforts de Sax furent inutiles : le saxophone dut attendre l'ouverture d'une classe pour Marcel Mule, en 1942 pour connaître à nouveau la reconnaissance des milieux officiels français. S'ensuivit une période de déclin qui aurait pu être fatale si le relais n'avait pas été pris en Amérique du Nord par Elise Hall, qui développa le premier répertoire soliste pour saxophone, puis par les musiciens de jazz qui apprivoisèrent peu à peu le nouvel instrument jusqu'à ce qu'il devienne l'icône emblématique de leur musique que nous connaissons de nos jours.

## L'explosion du saxophone populaire
En 1906, le quartet de Tom Brown faisait ses premiers pas avec le cirque des « Frères Ringling » aux États-Unis. À l'origine, les musiciens étaient multi-instrumentistes dans le style des spectacles « Minstrels » très populaires outre-Atlantique, mais en 1914, l'ensemble devient le « Brown Brothers Saxophone Sextet ». Avec un répertoire allant de Verdi (sextuor de « Rigoletto ») jusqu'aux premières esquisse du "jazz" (« That Moanin' Saxophone Rag », « Smiles and Chuckles »), ils ont eu un énorme succès populaire avec des disques, des tournées de music-hall et même des comédies musicales montées pour eux.
En 1917, Rudy Wiedoeft et son « Frisco Jass Band » eut également beaucoup de succès grâce à sa participation à la comédie-musicale « Canary Cottage » où, malgré la présence de vedettes comme Eddie Cantor, le saxophoniste fut clairement l'attraction de la soirée. Après ce succès, les enregistrements de Wiedoeft avec son saxophone ténor C-melody rencontrèrent un très large public.
Le public américain, très friand de ce nouvel instrument relativement facile à apprendre, lance la mode du saxophone avec des revues telles que « Sax-o-Trix » et « The Saxophone Revue ». Il impose la présence des saxophones dans les orchestres de variétés, un avis qui n'était pas partagé par les tenants du style Nouvelle-Orléans, mais qui est vite devenu de rigueur à cause de la demande populaire. Durant cette période, il y a même des orchestres entièrement composés de saxophones qui font office de fanfares lors des manifestations populaires dans les villes américaines.

## Le saxophone dans le jazz
Bien que le seul instrument véritablement créé d'abord pour le blues puis pour le jazz soit la batterie, le saxophone est pour le grand public, l’instrument emblématique de cette musique. Cantonné à ses débuts à un répertoire « pompier » ou militaire, le saxophone aurait pu voir sa carrière instrumentale rapidement stoppée.
Pour gagner ses lettres de noblesse et l'aura populaire qu'on lui connaît, l’instrument a dû traverser l’Atlantique pour être adopté par cette nouvelle musique qui se formait alors dans la communauté afro-américaine : le jazz. D’abord utilisé de manière rudimentaire en section, le rôle du saxophone change rapidement de dimension. La première figure marquante qui impulse ce changement au saxophone est Coleman Hawkins, membre du « Fletcher Henderson Band » dès 1923. Il invente une nouvelle manière d’utiliser le saxophone, en fait un instrument soliste incontournable et développe un « son » qui reste la carte de visite du saxophone auprès du grand public.
Le romancier Alain Gerber dans Charlie fait dire à un des protagonistes que « l’inventeur" du saxophone est plus sûrement Hawkins qu’un obscur Belge… » La saillie romanesque est hardie mais n’en retranscrit pas moins convenablement le destin de cet instrument, indissociable de l’histoire du jazz. Cette association est d’autant plus forte que certains saxophonistes ont marqué l’histoire de cette musique. Dépassant le cadre de simple instrumentiste, ils ont rendu cette musique dans un état différent de celui dans lequel ils l’avaient prise : Sidney Bechet, Coleman Hawkins, Lester Young, Charlie Parker, Sonny Rollins, Sonny Stitt, John Coltrane, Ornette Coleman, Michael Brecker, etc.
C’est parce que le jazz a été à cette époque une musique populaire que le saxophone l’est devenu aussi.

## Autres genres de musiques
Le saxophone, par sa puissance douce et son expressivité, s’est facilement adapté au rhythm and blues, au rock, à la chanson française et à toutes sortes d’autres musiques populaires (bossa nova, reggae, funk, etc.). Il est devenu un instrument familier du grand public, aussi bien d’un point de vue sonore que visuel. À tel point que dans les rares morceaux « classiques » populaires contenant une intervention de saxophone comme le Boléro de Ravel, le public peine à identifier le saxophone comme tel.
De nombreux solos de saxophone dans la musique pop ont installé durablement cet instrument dans ce genre musical. On citera à titre d'exemple : Lady Madonna (1968) des Beatles, Money (1973) des Pink Floyd, The Logical Song (1979) du groupe Supertramp...
Le saxophone s'impose de plus en plus dans les pays de l'est comme une alternative plus sonore à la clarinette plus traditionnelle. De nombreux ensembles de brass bands ou de fanfares l'ont adopté en Roumanie, en Bulgarie, en Bosnie, etc. Sa robustesse est louée par les musiciens itinérants tsiganes. Son répertoire est surtout constitué de musiques de mariage plus ou moins folkloriques et de musiques actuelles dérivées du folklore et enrichies d'apports occidentaux et orientaux (turbo folk, chalga, manele, etc.).
On le retrouve aussi de manière discrète et récente dans la musique indienne. Remplaçant le nagaswaram ou la clarinette, il s'impose de plus en plus au sein des nouvelles générations de musiciens officiant auprès des temples de l'Inde du sud. On le retrouve également en Bretagne où il se marie avec l'accordéon chromatique. Dans les années 1930, le nouveau duo détrône le couple biniou-bombarde, s'accoquinant parfois avec le jazz (grosse caisse actionnée par le pied de l'un ou l'autre des musiciens).

## Influence sur la musique classique
Le saxophone effectue son entrée dans le monde de la musique classique des années 1920 grâce à des compositeurs comme Darius Milhaud, fortement influencé par cette musique venue d'Amérique (La création du monde), Germaine Tailleferre (première version de son premier concerto pour piano et orchestre), Maurice Ravel (Boléro) et Manuel Rosenthal (Saxophone marmelade) qui, parmi d'autres, ont utilisé cette nouvelle couleur dans leurs compositions. Les ballets suédois ont même monté en 1923 le seul ballet « jazz » de Cole Porter, Within the quota, quelques semaines seulement après la première de La création du monde. Le succès d'orchestres de jazz en France tels que l'Orchestre Scrap Iron Jazzerinos, Jim Europe's 369th Infantry Hellfighter's Band et, plus tard, l'Orchestre Billy Max, ont fait entrer définitivement ce nouvel instrument dans la musique populaire française et par conséquent dans la musique moderne.
Au XXe siècle, on peut encore citer Cardillac (1926) de Paul Hindemith, la Suite du Lieutenant Kijé (1934) de Sergueï Prokofiev, Jeanne d'Arc au bûcher (1935) de Arthur Honegger, le Concerto à la mémoire d'un ange et Lulu d'Alban Berg, et d'autres partitions orchestrales comprenant une ou plusieurs parties pour saxophone dues à la plume de Ravel (orchestration des Tableaux d'une exposition, Boléro), Darius Milhaud, Zoltán Kodály, Jacques Ibert, André Jolivet, Ralph Vaughan Williams, Franz Schreker, Benjamin Britten, Frank Martin et Luigi Dallapiccola parmi tant d'autres.
Le saxophone est aussi présent dans un certain nombre de pages concertantes écrites par tant de grands compositeurs bien connus comme la Rhapsodie de Claude Debussy (orchestrée par Jean Roger-Ducasse), le Concerto op. 109 d’Alexandre Glazounov, les deux Ballades de Frank Martin, le Choral varié op. 55 de Vincent d'Indy, le Concertino da camera de Jacques Ibert, la Légende de Florent Schmitt, le Concerto de Lars-Erik Larsson et l'étonnant Concerto pour deux pianos, chœurs, quatuor de saxophones et orchestre (1934) de Germaine Tailleferre, que par des auteurs moins illustres tels Jean Absil, Henk Badings, Eugène Bozza, Gaston Brenta, André Caplet, Raymond Chevreuille, Marius Constant, Will Eisenmann, Henri Tomasi, Pierre Vellones, Henry Woollett et de nombreux autres. Ces partitions sont très rarement exécutées en concert.
En ce qui concerne la musique de chambre, le saxophone n'est pas davantage un instrument que l'on a souvent l'occasion d'écouter en concert. Au XIXe siècle, cela pouvait encore se comprendre, car à Paris, l'enseignement du saxophone n'a duré que 13 ans (classe d'Adolphe Sax, de 1857 à 1870) et n'a repris qu'en 1942. Même si certains compositeurs avaient été tentés de composer pour ce nouvel instrument, on peut comprendre qu'ils aient reculé devant le fait qu'il y avait (trop) peu de bons interprètes pour jouer leurs œuvres ; mais actuellement, ce n'est plus le cas. La deuxième raison est la suivante : le saxophone étant un des tout derniers instruments acoustiques de l'orchestre à avoir été inventé, les grands compositeurs de l'ère classique ou romantique n'ont pas pu lui confier leur inspiration.
Pour saxophone et piano, on trouve des sonates et diverses pièces, notamment de Jean Absil, Eugène Bozza, Alfred Desenclos, Alexandre Gretchaninov, Paul Hindemith, André Jolivet, Charles Koechlin, Gabriel Pierné, Alexandre Tcherepnine, et autres Jacques Castérède et Henri Tomasi, dont certaines ont été spécialement écrites pour l'un ou l'autre des deux plus grands saxophonistes du XXe siècle : Marcel Mule, un Français qui a donné de nombreux concerts dans le monde entier et créé entre autres les concertos de Pierre Vellones, Eugène Bozza et Henri Tomasi ; et Sigurd Rascher, musicien allemand naturalisé américain qui s'est également illustré sur tous les continents dans un répertoire spécialement conçu pour son aisance dans le registre suraigu, pour lequel les concerti de Glazounov et Ibert et la Ballade de Frank Martin ont été écrits.
Parmi d'autres partitions pour saxophone et divers instruments, on retiendra surtout Hindemith (Trio pour saxophone, alto et piano), Anton Webern (Quatuor op. 22 avec clarinette, violon et piano), Heitor Villa-Lobos (Choros no 7, Sextuor mystique et un Nonette), Caplet (un sextuor intitulé Légende), Stefan Wolpe (un quatuor avec percussion, trompette et piano), Hans Werner Henze (Antifone pour 13 instruments), etc.
Aujourd'hui, de nombreux saxophonistes contemporains œuvrent à renforcer cette grande richesse de répertoires à travers leurs concerts, enregistrements, éditions critiques et autres. Citons, parmi eux, les Français Serge Bertocchi, Nicolas Prost, Vincent David, Jean-Denis Michat, l'Anglais John Harle, le Japonais Nobuya Sugawa, le Suisse Marcus Weiss, l'Allemand Sascha Armbruster et les Américains Paul Cohen, Taimur Sullivan et Paul Wehage.

## Le répertoire contemporain
De nombreux créateurs utilisent toute la famille des saxophones, comme en témoignent des livres de répertoire tel « 125 années de musique pour le saxophone » de Jean-Marie Londeix et « Saxophonists and their repertoire » d'Indiana University Press.
Le Russe Edison Denisov a composé une sonate pour saxophone alto et piano qui est généralement considérée comme une des pièces maîtresse du répertoire contemporain, ainsi que plusieurs autres pièces de musique de chambre et 2 concerti. Le Français Antoine Tisné a composé une grande série d'œuvres pour saxophones, commençant par sa célèbre Music pour Stonehenge et continuant jusqu'à la fin de sa vie avec une série d'œuvres pour Paul Wehage (Ombres de feu pour saxophone et orchestre, Psalmodies pour saxophone alto et orgue, Monodies pour un espace sacré pour saxophone seul, Offertorium pour Chartres pour saxophone alto et quatuor à cordes, Labirythus sonorus pour quatuor de saxophones). Luciano Berio a utilisé les saxophones dans de nombreuses œuvres entre autres : ses opéras (La vera storia, Outis et Cronacca del luogo), sa pièce pour voix et petit ensemble instrumental (Calmo), Canticum novissimi testamenti pour 8 voix, 4 saxophones, 4 clarinettes, ou encore en soliste dans Sequenza IXb, originellement écrit pour la clarinette, puis développé pour saxophone et orchestre sous le nom de Riti ou Chemin VII.
L'école miminaliste américaine était particulièrement attirée par les saxophones notamment Philip Glass (Einstein on the Beach, Concerto pour quatuor de saxophones et orchestre, Glassworks) et John Adams (Nixon in China, Fearful Symetries). Steve Reich a même dédié au saxophone soprano sa première « phasing piece » opportunément nommée Reed Phase. Quant à Terry Riley, il en joue lui-même dans Poppy Nogood and the Phantom Band. Le saxophoniste Jon Gibson a beaucoup travaillé avec ces compositeurs. Également inscrit dans le courant minimaliste, Tom Johnson construit des liens entre mathématiques et musique, et développe de savantes constructions dans ses Rational Melodies, ou Kientzy Loops. On doit également citer l'inclassable Moondog, que les principaux représentants de ce mouvement (Riley, Glass et Adams) considèrent comme leur source d'inspiration principale. On doit citer le très mélodique Concerto pour saxophone et vents de David Maslanka interprété par Otis Murphy.
L'École dite « de Bordeaux », influencée par l'enseignement de Jean-Marie Londeix, a produit beaucoup d'œuvres pour le saxophone : Le Frêne égaré de François Rossé, Hard de Christian Lauba, Concertino pour saxophone soprano et octuor de violoncelles de Pascale Jakubowski, diverses œuvres d'Étienne Rolin, Thierry Alla, Christophe Havel.
Le saxophoniste Daniel Kientzy, d'abord dans l'ensemble 2e2m puis en soliste, a commandé, créé et enregistré un grand nombre d'œuvres écrites pour lui : « Goutte d'or blues » pour saxophone et orchestre d’harmonie de Bernard Cavana en est un exemple.
D'autres compositeurs ont également produit des œuvres d'un grand intérêt pour saxophone solo : Paul Méfano, Karlheinz Stockhausen, Marie-Hélène Fournier, Betsy Jolas, Gérard Grisey, Bruno Giner, Fabien Lévy, Sophie Lacaze,Carson Cooman, Jean-Thierry Boisseau, Alberto Posadas, Philippe Hurel, Giorgio Netti, Jacques Lejeune, Shigeru Kan-no, Robert Lemay... utilisent tous les types de saxophones pour obtenir toute une variété de sonorités, d'atmosphères et de musicalités dont la famille des saxophones est capable.

## Les ensembles de saxophones
Du fait peut-être de leur rejet (relatif) par certains milieux classiques, les saxophonistes ont eu une forte tendance à l'instinct grégaire. C'est ainsi que se sont développés toutes sortes d'ensembles, en commençant par le quatuor de saxophones.
Les duos pour saxophones sont aujourd'hui assez nombreux : Christian Lauba, Karlheinz Stockhausen, François Rossé, Ryo Noda, Marie-Hélène Fournier entre autres ont écrit de belles pièces combinant divers membres de la famille. À l'exception de Savari, Dyck et de rares autres, c'est aussi dans la musique contemporaine que l'on trouve des œuvres pour trois saxophones : Reich, Dazzi, Fournier, Rossé, se sont essayés au genre.

### Le quatuor de saxophones

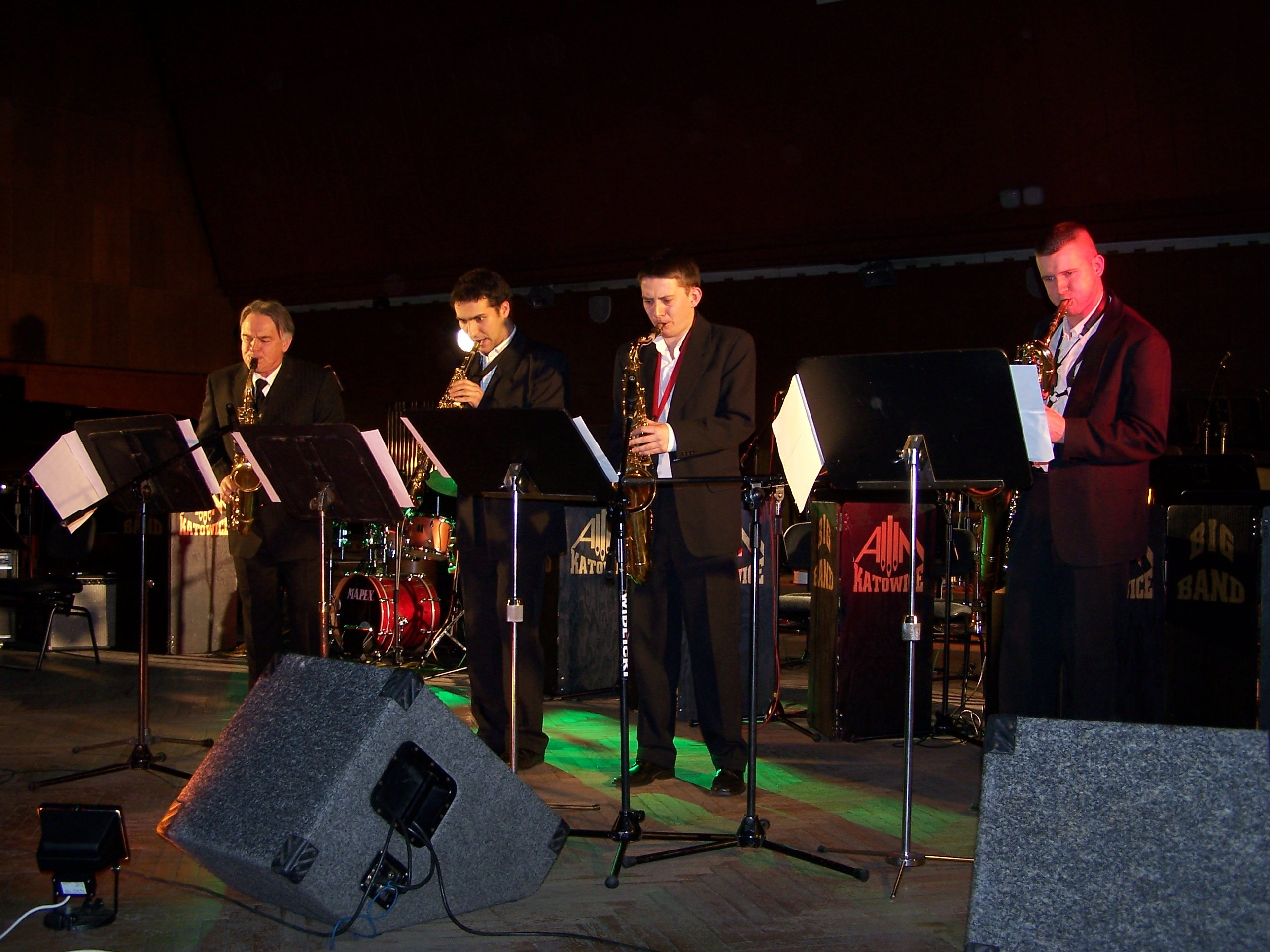
Un quatuor de saxophones.

Le premier compositeur intéressé par une formule réunissant un soprano, un alto, un ténor et un baryton sur le modèle du quatuor à cordes fut le violoniste belge, ami de Sax, Jean-Baptiste Singelée. Son bien nommé « Premier quatuor pour saxophones » date de 1858, douze ans à peine après le brevet déposé par Sax. Mais malgré des œuvres de Savari, Mohr ou Mayeur, la formule ne connut pas alors un essor considérable et tomba dans un oubli relatif (peut-être faute de musiciens de talent pour la défendre, puisque leur formation avait été supprimée).
Une renaissance de ce répertoire se fait sous l'impulsion de Marcel Mule, soliste de la Garde Républicaine et musicien unanimement reconnu dans les milieux musicaux classiques, qui remet la formule au goût du jour en 1928 en formant le Quatuor de Saxophones de la Garde Républicaine. Cet ensemble prend le nom, en 1936, de Quatuor de Saxophones de Paris, puis de Quatuor Marcel Mule et donne de très nombreux concerts en Europe, tout en enregistrant une série de disques qui font partie de l'histoire de l'instrument. C'est grâce au rayonnement de cette formation hors pair, que la combinaison du quatuor de saxophones a connu un certain engouement chez des compositeurs comme Jean Absil, Eugène Bozza, Jean Françaix, Gandolfo, Alexandre Glazounov, Guerrini, Mengold, Gabriel Pierné, Florent Schmitt ou Pierre Vellones, qui lui dédièrent des pièces qui forment le socle actuel du répertoire de cette formation.
Le succès du Quatuor Marcel Mule suscitera de très nombreuses vocations et la plupart des saxophonistes classiques ont formé un quatuor qui reprend ces pièces initiales et développe son propre répertoire : citons entre autres le Quatuor Habanera, le Quatuor Deffayet, le Quatuor Adolphe Sax, l'Ensemble de Saxophones Français (de Jean-Marie Londeix), le Quatuor Jean-Yves Fourmeau, le quatuor A Piacere (de Jean-Pierre Caens), le quatuor Trouvère (de Nobuya Sugawa), le quatuor Aurelia (d'Arno Bornkamp), le quatuor Prism (de Taimur Sullivan), l'ensemble de saxophones modulable Xasax, les quatuors Diastema, Ars Gallica, le Wiener Sax Quartet, etc. Sigurd Rascher formera également (avec sa fille Karina) un quatuor qui connaît encore un grand succès et contribue très sérieusement à l'expansion du répertoire puisqu'il a commandé des pièces maîtresses à des compositeurs comme Iannis Xenakis, Franco Donatoni, Hugues Dufourt, Ivan Fedele, Luciano Berio, Philip Glass, Jean-Louis Agobet et de nombreux autres.
C'est en effet souvent pour la formule du quatuor de saxophone que les compositeurs majeurs de notre temps dédient leur travail le plus pertinent. Parmi les plus marquants, citons également : Henri Pousseur, John Cage, Bernardo Kuczer, Giorgio Netti, Georges Aperghis, Salvatore Sciarrino, Alex Buess, Elliott Sharp, Denis Levaillant, Alvaro Carlevaro, Terry Riley. Ils donnent l'image d'un instrument aux multiples facettes et capable de se nourrir de toutes les influences, de servir avec pertinence tous les styles de musiques.

### Les ensembles de saxophones
Le premier ensemble entièrement formé de saxophones a été fondé par le professeur berlinois Gustav Bumcke dans les années 1920. À sa suite, Sigurd Rascher en formera également un aux États-Unis dans les années 1960, mais c'est surtout Jean-Marie Londeix et l'ensemble de saxophone de Bordeaux qui ont donné à partir des années 1970 l'impulsion pour le développement de ces orchestres de saxophones. Il en a fixé la formule de base de 12 instruments sous le modèle d'un triple quatuor étendu : 1 sopranino, 2 sopranos, (ou 3 sopranos plus souvent) 3 altos, 3 ténors, 2 barytons, 1 basse.
À sa suite, de nombreux autres ensembles similaires se forment dans différents conservatoires : à Lyon (Serge Bichon), Boulogne-Billancourt (Jean-Michel Goury), au Conservatoire national supérieur de musique et de danse de Paris (Claude Delangle), à Dijon (Nicolas Woillard) ou à l'ENM de Vannes-Pontivy avec le Collectif Sax (Roland Becker). Jean-Pierre Caens s'est inspiré de la formation de son mentor Jean-Marie Londeix pour créer un ensemble similaire basé à Aix-en-Provence, l'Ensemble de Saxophones de Provence.
C'est pour cette formule qu'ont été composées de nombreuses pièces d'un grand intérêt : François Rossé, Francisco Guerrero, Christian Lauba, Christophe Havel, Karlheinz Stockhausen, Félix Ibarrondo, mais aussi Ida Gotkovsky, Gérard Gastinel et Antoine Tisné, sans compter les nombreuses transcriptions de pièces à l'origine pour piano ou orchestre pour compléter ce répertoire récent.
Depuis les années 2000 et l'apparition de nouveaux saxophones tels que le tubax ou le piccolo, de nouvelles formules apparaissent pour exploiter ces nouvelles possibilités de couleurs : entre autres l'ensemble Amiens Sax Projet (Serge Bertocchi) ou le National Saxophone Choir of Great Britain de Nigel Wood. Renforcés dans leurs tessitures extrêmes, ces ensembles suscitent également un grand intérêt de la part des compositeurs, et leur répertoire s'étoffe peu à peu.

## La première définition par Berlioz
Hector Berlioz dans son grand traité d'instrumentation et d'orchestration définit avec une grande exactitude la nature des timbres des saxophones :

« L'auteur de cet ouvrage n'est point obligé, sans doute, de mentionner la multitude d'essais de toute espèce, que font journellement les fabricants d'instruments de musique, leur prétendues inventions plus ou moins malheureuses, ni de faire connaître les individus inutiles qu'ils veulent introduire dans le peuple des instruments. Mais il doit signaler et recommander à l'attention des compositeurs les belles découvertes que d'ingénieux artistes ont faites, surtout quand l'excellence du résultat de ces découvertes a été généralement reconnue, et quand leur application est déjà un fait accompli dans la pratique musicale d'une partie de l'Europe. Ces producteurs sont au reste peu nombreux, et MM. Adolphe Sax et Alexandre se présentent à leur tête. M. Sax, dont les travaux vont nous préoccuper d'abord, a perfectionné, je l'ai déjà indiqué çà et là dans le cours de ce travail, plusieurs instruments anciens. Il a en outre comblé plusieurs vides existant dans la famille des instruments de cuivre. Son principal mérite néanmoins est la création d'une famille nouvelle, complète depuis quelques années seulement, celle des instruments à anche simple, à bec de clarinette et en cuivre. Ce sont les saxophones. »

« Ces nouvelles voix données à l’orchestre possèdent des qualités rares et précieuses. Douces et pénétrantes dans le haut, pleines, onctueuses dans le grave, leur medium a quelque chose de profondément expressif. C’est en somme un timbre sui generis, offrant de vagues analogies avec les sons du violoncelle, de la clarinette et du cor anglais, et revêtu d’une demi-teinte cuivrée, qui lui donne un accent particulier. Le corps de l'instrument est un cône parabolique en cuivre, armé d'un système de clefs. Agile, propre aux traits d'une certaine rapidité, presque autant qu'aux cantilènes gracieuses et aux effets d'harmonie religieux et rêveurs, les saxophones peuvent figurer avec un grand avantage dans tous les genres de musique, mais surtout dans les morceaux lents et doux. Le timbre des notes aiguës des saxophones graves a quelque chose de pénible et de douloureux, celui de leurs notes basses est au contraire d’un grandiose calme pour ainsi dire pontifical. Tous, le baryton et le basse principalement, possèdent la faculté d’enfler et d’éteindre le son ; d’où résultent, dans l’extrémité inférieure de l’échelle, des effets inouïs jusqu’à ce jour, qui leur sont tout à fait propres et tiennent un peu de ceux de l’orgue expressif. Le timbre du saxophone aigu est beaucoup plus pénétrant que celui des clarinettes en si{\displaystyle \flat } et en ut, sans avoir l'éclat perçant et souvent aigre de la petite clarinette en mi{\displaystyle \flat }. On peut en dire autant du soprano. Les compositeurs habiles tireront plus tard un parti merveilleux des saxophones associés à la famille des clarinettes ou introduits dans d’autres combinaisons, qu’il serait téméraire de chercher à prévoir. Cet instrument se joue avec une grande facilité, le doigté procédant du doigté de la flûte et de celui du hautbois. Les clarinettistes déjà familiarisés avec l'embouchure, se rendent maîtres de son mécanisme en très peu de temps. »

## Enseignement et représentation

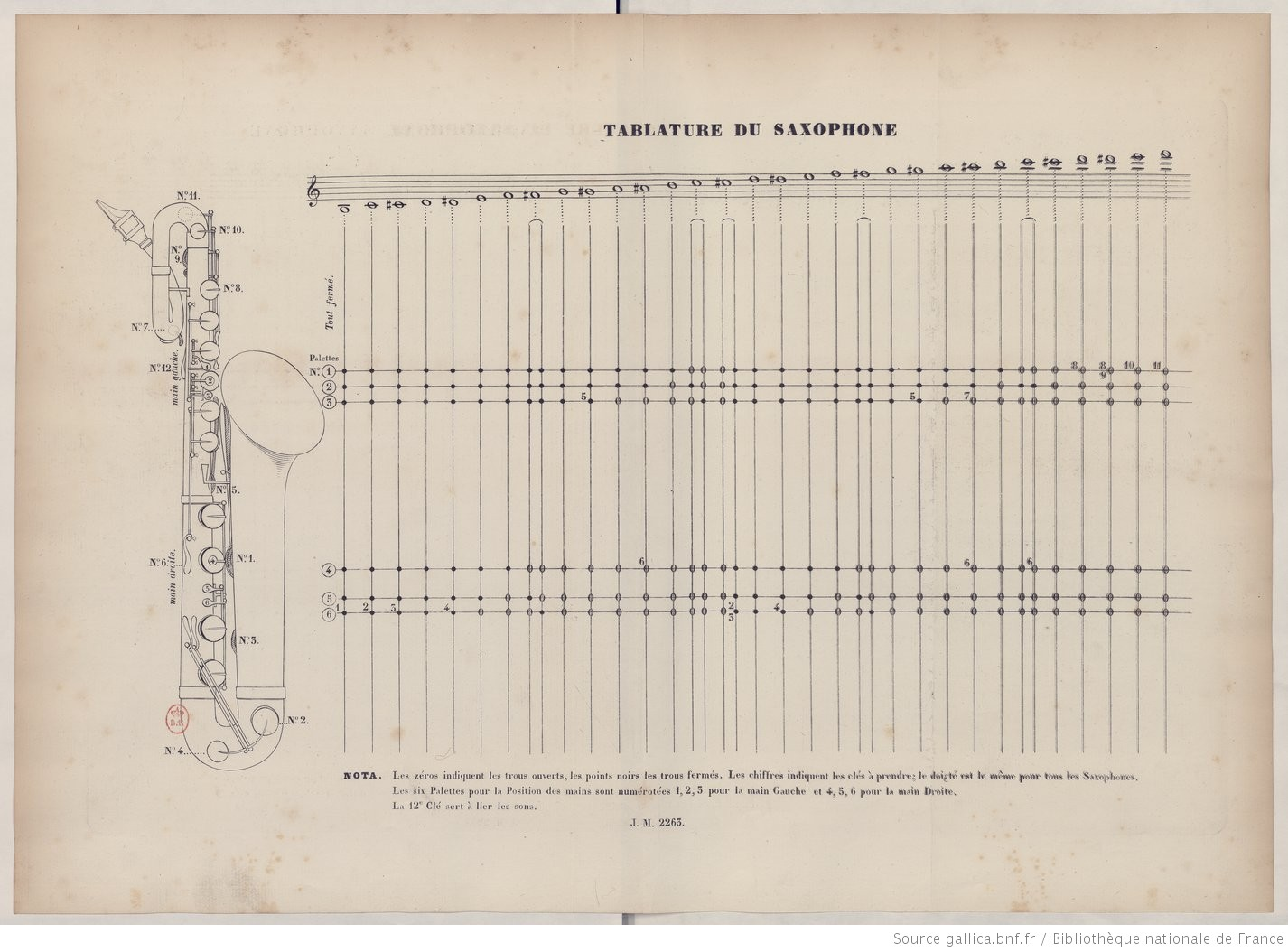
Tablature de saxophone tirée de la Méthode complète de saxophone de JFB Cokken (1846).

Georges Kastner publie la première méthode de saxophone en 1846, dans la maison d'édition Troupenas et Cie, à Paris. La même année, la   Méthode complète de saxophone applicable à tous les saxophones de différents tons est publiée par le bassoniste Jean-François-Barthélémy Cokken, professeur de saxophone de 1846 à 1848 au gymnase musical militaire. Bien d'autres méthodes suivront (Hyacinthe Klosé : solo de concours (1865), Méthode complète des saxophones (1858, 1866), ; Gabriel Parès : Méthode de saxophone (1895)...)
L'AsSaFra (Association des Saxophonistes de France) fondée en novembre 1971 par Jean-Marie Londeix, avec Marcel Mule comme Président d'Honneur, devenue en 1996 l’A.SAX (Association des Saxophonistes) à la suite de sa fusion avec l’A.P.E.S. (Association internationale Pour l’Essor du Saxophone), a joué un rôle décisif dans la place du saxophone classique et contemporain dans le paysage culturel et musical d'aujourd'hui, en particulier en France où on lui doit notamment le fait que le saxophone soit enseigné dans les conservatoires. À la suite de la création de l'AsSaFra, un Certificat d'Aptitude spécifique au saxophone fut créé par le Ministère de la Culture, et des spécialistes remplacèrent peu à peu les professeurs de basson et de clarinette qui enseignaient jusque-là le saxophone dans les conservatoires français. Il est désormais possible un peu partout d'apprendre à jouer auprès d'un saxophoniste confirmé.
Parmi les autres actions entreprises par les associations de saxophonistes, l'organisation de Concours nationaux et internationaux, de Journées Régionales du Saxophone, voire de congrès et colloques internationaux, la commande d'œuvres à divers compositeurs de toutes obédiences, pour la pédagogie, le concert ou la musique de chambre. L'A.SAX publie une revue bisannuelle intitulée "Les Cahiers du saxophone", comprenant des interviews de compositeurs et de musiciens, des analyses d'œuvres et des forums de discussion sur divers sujets pédagogiques ou musicaux.
Spécifique à l'enseignement du saxophone, une pédagogie pluridisciplinaire se développe peu à peu, ouverte aux styles les plus divers : jazz et classique, mais intégrant de plus en plus les musiques actuelles, folkloriques, le jeu sur tous les saxophones (la famille est riche), avec électroacoustique voire informatique musicale.
Claude Georgel est l'actuel président de l'A.SAX, Claude Delangle et Serge Bertocchi en furent les présidents fondateurs.
Les étudiants saxophonistes les plus avancés ont la possibilité de se retrouver dans des Académies d'été, notamment l'Université Européenne de Saxophone à Gap ou l'Académie Habanera de Poitiers, qui rassemblent les plus grands solistes internationaux autour de conférences, concerts, et classes de maître,.